# Calamanthus
Calamanthus is een geslacht van zangvogels uit de familie Australische zangers (Acanthizidae). Het geslacht telt drie soorten.

## Soorten
- Calamanthus campestris  – Rosse struiksluiper
- Calamanthus fuliginosus  – Gevlekte struiksluiper
- Calamanthus montanellus  – Westelijke struiksluiper